# Baron Monteagle of Brandon
Baronowie Monteagle of Brandon 1. kreacji (parostwo Zjednoczonego Królestwa)
- 1839–1866: Thomas Spring Rice, 1. baron Monteagle of Brandon
- 1866–1926: Thomas Spring Rice, 2. baron Monteagle of Brandon
- 1926–1934: Thomas Aubrey Rice, 3. baron Monteagle of Brandon
- 1934–1937: Francis Spring Rice, 4. baron Monteagle of Brandon
- 1937–1946: Charles Spring Rice, 5. baron Monteagle of Brandon
- 1946–2013: Gerald Spring Rice, 6. baron Monteagle of Brandon
- od 2013: Charles James Spring Rice, 7. baron Monteagle of Brandon